# 北九州市立総合体育館
北九州市立総合体育館（きたきゅうしゅうしりつそうごうたいいくかん）は福岡県北九州市八幡東区にある体育館。指定管理者として北九州市スポーツ協会が管理・運営している。

## 概要
1973年竣工、1974年1月12日開館。中央公園内にあり、小倉北区および戸畑区との境界付近に位置する。設計は山下設計が担当した。外観は十二角形の形をとっており、第1競技場の収容可能人数は11,000名。
杮落としとしてバレーボール日本リーグの試合が開催されたこともあり、毎年V・プレミアリーグ（堺ブレイザーズのホームゲームなど）およびB.LEAGUE（ライジングゼファー福岡のホームゲーム）・Wリーグ（バスケットボール女子日本リーグ）の試合が開催されているほか、北九州チャンピオンズカップ国際車いすバスケットボール大会などが開催されている。
プロボクシング世界タイトルマッチ（WBC世界ジュニアフェザー級選手権試合：ウイルフレド・ゴメス 対 ロイヤル小林／1978年1月19日）が開催された会場でもある。
また、卓球の大会でも使用され、2013年北部九州総体の卓球およびバドミントンの会場となっている。
2021年には世界体操競技選手権の会場ともなっており、北九州市生まれの内村航平にとって現役最後の大会となった。
その他、第2競技場、トレーニング室、会議室などがある。

## 交通
- 西鉄バス北九州「北九州市立総合体育館前」バス停より徒歩2分、「到津の森公園前」バス停より徒歩10分

## 参照
1. 1 2 3 4  北九州市政だより 昭和49年1月15日号P1 北九州市 (PDF)